# Plicanthus giganteus
Plicanthus giganteus är en bladmossart som först beskrevs av Franz Stephani, och fick sitt nu gällande namn av Rudolf Mathias Schuster. Plicanthus giganteus ingår i släktet Plicanthus och familjen Anastrophyllaceae. Inga underarter finns listade i Catalogue of Life.